# On the Sunday of Life...
Albums de Porcupine Tree
Up the Downstair
(1993)
On the Sunday of Life... est le premier album studio du groupe britannique Porcupine Tree, sorti le 22 juillet 1992 sous le label Delerium Records.

## Liste des titres
| 1. | Music for the Head       | 2:42 |
| 2. | Jupiter Island           | 6:12 |
| 3. | Third Eye Surfer         | 2:50 |
| 4. | On the Sunday of Life... | 2:07 |
| 5. | The Nostalgia Factory    | 7:28 |

| 6. | Space Transmission                     | 2:59  |
| 7. | Message from a Self-Destructing Turnip | 0:27  |
| 8. | Radioactive Toy                        | 10:00 |
| 9. | Nine Cats                              | 3:53  |

| 10. | Hymn                                 | 1:14 |
| 11. | Footprints                           | 5:56 |
| 12. | Linton Samuel Dawson                 | 3:04 |
| 13. | And the Swallows Dance Above the Sun | 4:05 |
| 14. | Queen Quotes Crowley                 | 3:48 |

| Part 4: Fourth Bridge | Part 4: Fourth Bridge            | Part 4: Fourth Bridge | Part 4: Fourth Bridge | Part 4: Fourth Bridge | Part 4: Fourth Bridge | Part 4: Fourth Bridge | Part 4: Fourth Bridge | Part 4: Fourth Bridge | Part 4: Fourth Bridge |
| No                    | Titre                            | Durée                 |                       |                       |                       |                       |                       |                       |                       |
| --------------------- | -------------------------------- | --------------------- | --------------------- | --------------------- | --------------------- | --------------------- | --------------------- | --------------------- | --------------------- |
| 15.                   | No Luck with Rabbits             | 0:46                  |                       |                       |                       |                       |                       |                       |                       |
| 16.                   | Begonia Seduction Scene          | 2:14                  |                       |                       |                       |                       |                       |                       |                       |
| 17.                   | This Long Silence                | 5:05                  |                       |                       |                       |                       |                       |                       |                       |
| 18.                   | It Will Rain for a Million Years | 10:51                 |                       |                       |                       |                       |                       |                       |                       |
| 75:47                 |                                  |                       |                       |                       |                       |                       |                       |                       |                       |